# Tortura d'Alma
Tortura d'alma foi uma telenovela brasileira exibida em julho de 1964, às 19h, pela TV Paulista. Foi escrita por Enia Petri e dirigida por Líbero Miguel.

## Sinopse
Conta uma grande história de amor e a decadência moral de uma família.

## Elenco
- Gervásio Marques
- Líria Marçal
- Joana Duarte
- Osmar Prado
- Paulo Pinheiro
- Eloísa Mafalda
- Marcos Granado
- Suely Barbosa